# 天大将军三
天大将军三（51 And / 仙女座51）是一颗四等星，为仙女座的第五亮星。它没有拜耳名称。在约翰·拜耳的测天图(1603)和之后约翰·波德著名的星表波德星图 (1801)
中，它常被称作Nembus。
托勒密在他的天文学大成中也提到这颗恒星，但约翰·拜耳归类到飞马座，并得到飞马座υ(υ Per)的名称。佛蘭斯蒂德把它划分到仙女座，国际天文學联合會在1930年正式認定其名稱为仙女座51。
天大将军三是一颗橙色K型巨星，视星等为+3.59，距离地球约177光年。